# Stimmhafter bilabialer Vibrant
Der stimmhafte bilabiale Vibrant ist ein in nur wenigen menschlichen Sprachen vorkommender Konsonant. Daher ist das Lautzeichen [ʙ] erst in neueren Versionen der IPA-Lautschrift vertreten.

## Vorkommen
| Sprache    | Sprache | Wort        | IPA          | Bedeutung     | Bemerkungen              |
| ---------- | ------- | ----------- | ------------ | ------------- | ------------------------ |
| Kamerun:   |         |             |              |               |                          |
| Ngwe       | Ngwe    | [àʙɨ́ ́]      | [àʙɨ́ ́]       | 'Asche'       | im Dialekt von Lebang    |
| Kom        | Kom     | [ʙ̥ɨmɨ]      | [ʙ̥ɨmɨ]       | 'glauben'     |                          |
| Neuguinea: |         |             |              |               |                          |
| Kele       | Kele    | [mʙulim]    | [mʙulim]     | 'Gesicht'     |                          |
| Titan      | Titan   | [mʙutukei]  | [mʙutukei]   | 'Holzteller'  |                          |
| Amazonien: |         |             |              |               |                          |
| Pirahã     | Pirahã  | kaoáíbogi   | [kàò̯áí̯ʙòˈɡì] | 'böser Geist' | Allophon von /b/ vor /o/ |
| Wari'      | Wari'   | [t͡ʙ̥ot͡ʙ̥oweʔ] | [t͡ʙ̥ot͡ʙ̥oweʔ]  | 'Huhn'        |                          |

Sprechern des Deutschen ist der Laut allerdings paralinguistisch (außerhalb der Lautsprache) sowohl als Ausdruck des Kältegefühls (brr) als auch als Signal an Kutschpferde (Kutscher-r) bekannt.